# Copa Catalunya de futbol masculina 2016-2017
La Copa Catalunya 2016-2017 fou la 28a edició de la Copa Catalunya de futbol, una competició a eliminatòries úniques al camp de l'equip de menor categoria i organitzada per la Federació Catalana. Participaren els campions de Grup de la Primera Catalana i els equips de Tercera Divisió, Segona Divisió B i Segona Divisió estatals. La competició començà el dia 29 de juliol de 2016 i acabà el 28 de març de 2017 amb la final, al Camp Municipal d'Olot, entre el Nàstic de Tarragona i el Girona FC, amb victòria del Nàstic a la tanda de penals.

## Primera eliminatòria
Exempt: UE Olot
| 29 juliol 2016 | CF Gavà                    | 2–0 | RCD Espanyol B | Gavà                               |  |
| 20:30          | Sascha 58' · Sarmiento 83' |     |                | La Bòbila · Sergi Carrero Romera · |  |

| 30 juliol 2016 | Júpiter | 0–1 | Prat       | Barcelona    |  |
| 19:00          |         |     | 4' Rosillo | La Verneda · |  |

| 30 juliol 2016                                                                          | Vilassar de Mar                                                                         | 2–2             | UE Cornellà                                          | Vilassar de Mar                                      |                                                      |
| 19:00                                                                                   | Brian 22' · Viale 76'                                                                   |                 | 51' Gallego · 89' Ahmed                              | Xevi Ramon · Óscar Carballo Vázquez ·                |                                                      |
|                                                                                         |                                                                                         | Tanda de penals |                                                      |                                                      |                                                      |
| Penal marcat · Penal marcat · Penal marcat · Penal marcat · Penal marcat · Penal fallat | Penal marcat · Penal marcat · Penal marcat · Penal marcat · Penal marcat · Penal fallat | 4–5             | Gallego · Abraham · Édgar · Antonio · Serra · Sierra | Gallego · Abraham · Édgar · Antonio · Serra · Sierra | Gallego · Abraham · Édgar · Antonio · Serra · Sierra |

| 30 juliol 2016 | UE Sant Andreu | 1–0    | L'Hospitalet | Barcelona                         |  |
| 19:00          | Carroza 35'    | Report |              | Narcís Sala · Fernández Morillo · |  |

| 30 juliol 2016 | FC Ascó | 0–0             | Lleida Esportiu | Ascó        |  |
| 19:30          |         |                 |                 | Municipal · |  |
|                |         | Tanda de penals |                 |             |  |
|                |         | 4–5             |                 |             |  |

| 30 juliol 2016 | Montañesa | 1–1             | EC Granollers | Barcelona    |  |
| 20:00          |           |                 |               | Nou Barris · |  |
|                |           | Tanda de penals |               |              |  |
|                |           | 5–4             |               |              |  |

| 30 juliol 2016 | FC Vilafranca | 1–1             | Reus Deportiu | Vilafranca del Penedès |  |
| 20:00          |               |                 |               | Municipal ·            |  |
|                |               | Tanda de penals |               |                        |  |
|                |               | 5–4             |               |                        |  |

| 31 juliol 2016 | Castelldefels | 0–2 | CF Badalona                   | Castelldefels |  |
| 19:00          |               |     | 70' Èric Latorre · 72' Moussa | Els Canyars · |  |

| 31 juliol 2016 | CE Europa    | 1–2 | Masnou         | Barcelona      |  |
| 19:00          | Reverter 15' |     | 70', 87' Mendo | Nou Sardenya · |  |

| 31 juliol 2016 | Manlleu        | 1–3 | FC Barcelona B               | Manlleu     |  |
| 19:00          | Manel Sala 29' |     | 27' Perea · 34', 73' Cardona | Municipal · |  |

| 31 juliol 2016 | Terrassa FC | 1–0 | Santfeliuenc | Terrassa  |  |
| 19:30          | Borges 81'  |     |              | Olímpic · |  |

| 31 juliol 2016 | Cerdanyola | 0–2 | CE Sabadell                | Cerdanyola del Vallès |  |
| 20:00          |            |     | 25' Batanero · 93' Padilla | Les Fontetes ·        |  |

| 31 juliol 2016 | UE Figueres                                                             | 5–0 | Palamós CF | Figueres                 |  |
| 20:00          | Revert 4' · Bonaventura 13' · Adrià 53' · Quimo 80' · Pep Chavarria 83' |     |            | Municipal de Vilatenim · |  |

## Segona eliminatòria
| 6 agost 2016 | Masnou | 0–3    | Lleida Esportiu                | El Masnou                          |  |
| 18:45        |        | Report | 23', 53' Doncel · 40' Valiente | Municipal · Gerard Brull Acerete · |  |

| 6 agost 2016 | Prat                   | 2–1    | CE Sabadell | El Prat de Llobregat                       |  |
| 19:30        | Piera 5' · Ignacio 56' | Report | 65' Carreño | Sagnier · José Antonio Fernández Morillo · |  |

| 6 agost 2016 | CF Gavà                                        | 3–2    | Terrassa FC             | Gavà        |  |
| 19:30        | Camps 51' · Sarmiento 88' · Cazorla 90' (pen.) | Report | 12' Grasa · 23' Alberto | La Bòbila · |  |

| 7 agost 2016 | UE Sant Andreu | 1–0    | Muntanyesa | Barcelona                             |  |
| 19:00        | Luismi 11'     | Report |            | Narcís Sala · David Congost Larrosa · |  |

| 7 agost 2016                | UE Figueres                 | 2–2             | UE Olot                   | Figueres                                                         |                           |
| 20:00                       | Revert 44' · Cunill 84'     | Report          | 29', 31' Mas              | Municipal de Vilatenim · 600 espectadors · Rubén Mancera Antón · |                           |
|                             |                             | Tanda de penals |                           |                                                                  |                           |
| Revert · Del Campo · Molist | Revert · Del Campo · Molist | 3–1             | · Blázquez · Santos · Mas | · Blázquez · Santos · Mas                                        | · Blázquez · Santos · Mas |

| 7 agost 2016 | UE Cornellà | 0–2    | FC Barcelona B          | Cornellà de Llobregat      |  |
| 20:00        |             | Report | 47' Mújica · 78' Alfaro | Nou Camp · Muñoz Vaquero · |  |

| 9 agost 2016                     | FC Vilafranca                    | 1–1             | CF Badalona                         | Vilafranca del Penedès                                         |                                     |
| 20:30                            | Josu 29'                         | Report          | 76' Moussa                          | Municipal · 300 espectadors · Miguel Angel Moreno Villaécija · |                                     |
|                                  |                                  | Tanda de penals |                                     |                                                                |                                     |
| Oribe · Díez · Castillo · Bernat | Oribe · Díez · Castillo · Bernat | 3–5             | Moussa · Pi · Coch · Guzmán · Agudo | Moussa · Pi · Coch · Guzmán · Agudo                            | Moussa · Pi · Coch · Guzmán · Agudo |

## Tercera eliminatòria
- Exempt: Prat

| 12 agost 2016 | UE Sant Andreu       | 2–1    | FC Barcelona B | Barcelona                                         |  |
| 20:00         | Sekou 57' · Toro 69' | Report | 67' Alfaro     | Narcís Sala · 1,500 espectadors · García Fuster · |  |

| 14 agost 2016 | CF Gavà                                | 5–1    | UE Figueres | Gavà                        |  |
| 19:30         | Garrós 30', 42', 62' · Sascha 48', 59' | Report | 20' Revert  | La Bòbila · Gómez Meneses · |  |

| 24 agost 2016 | CF Badalona                          | 3–1 | Lleida Esportiu | Badalona                             |  |
| 19:00         | Robusté 10' · Agudo 84' · Moussa 90' |     | 86' Martí       | Montigalà · Gerard Castellet Julia · |  |

## Quarta eliminatòria
- Exempt: CF Badalona

| 5 octubre 2016 | Prat | 0–3    | Girona FC                              | El Prat de Llobregat                             |  |
| 20:00          |      | Report | 4', 84' Cristian Herrera · 64' Granell | Sagnier · 550 espectadors · Rodríguez Enríquez · |  |

| 5 octubre 2016                                                             | CF Gavà                                                                    | 0–0             | UE Llagostera                                                                | Gavà                                                                         |                                                                              |
| 20:00                                                                      |                                                                            | Report          |                                                                              | La Bòbila · Montoro Ferreiro ·                                               |                                                                              |
|                                                                            |                                                                            | Tanda de penals |                                                                              |                                                                              |                                                                              |
| Cazorla · David Jiménez · Jordi César · Fernando · Camps · Plà · Nico Kata | Cazorla · David Jiménez · Jordi César · Fernando · Camps · Plà · Nico Kata | 6–5             | Marc Martínez · Albarrán · Setti · Masó · Shafa · Soufiane · Carlos Martínez | Marc Martínez · Albarrán · Setti · Masó · Shafa · Soufiane · Carlos Martínez | Marc Martínez · Albarrán · Setti · Masó · Shafa · Soufiane · Carlos Martínez |

| 5 octubre 2016                             | UE Sant Andreu                             | 0–0             | Gimnàstic                              | Barcelona                              |                                        |
| 20:30                                      |                                            | Report          |                                        | Narcís Sala · Bondia ·                 |                                        |
|                                            |                                            | Tanda de penals |                                        |                                        |                                        |
| Alcover · Arjona · Jorge Muñoz · Santoalla | Alcover · Arjona · Jorge Muñoz · Santoalla | 2–4             | Rayco · Muñiz · Ricky · Maloku · Giner | Rayco · Muñiz · Ricky · Maloku · Giner | Rayco · Muñiz · Ricky · Maloku · Giner |

## Semifinals
| 9 novembre 2016                                     | CF Gavà                                             | 0–0             | Gimnàstic                                              | Gavà                                                   |                                                        |
| 21:00                                               |                                                     | Report          |                                                        | La Bòbila · 200 espectadors · Carballo Vázquez ·       |                                                        |
|                                                     |                                                     | Tanda de penals |                                                        |                                                        |                                                        |
| Cristian Herrera · Jordi César · Joel · Plà · Camps | Cristian Herrera · Jordi César · Joel · Plà · Camps | 1–2             | José Carlos · Ruxi · Roger Brugué · Iván Vidal · Rayco | José Carlos · Ruxi · Roger Brugué · Iván Vidal · Rayco | José Carlos · Ruxi · Roger Brugué · Iván Vidal · Rayco |

| 15 febrer 2017 | CF Badalona | 0–1    | Girona FC  | Badalona                                         |  |
| 19:30          |             | Report | 71' Cámara | Montigalà · 1,000 espectadors · Carrero Romera · |  |

## Final
| Gimnàstic                                               | 0–0    | Girona FC                               |
| ------------------------------------------------------- | ------ | --------------------------------------- |
|                                                         | Report |                                         |
| Tanda de penals                                         |        |                                         |
| Uche · Muñiz · José Carlos · Xavi Molina · Ferran Giner | 4–3    | Granell · Sandaza · Longo · Eloi · Marí |